# Emerald (dekorator okien)

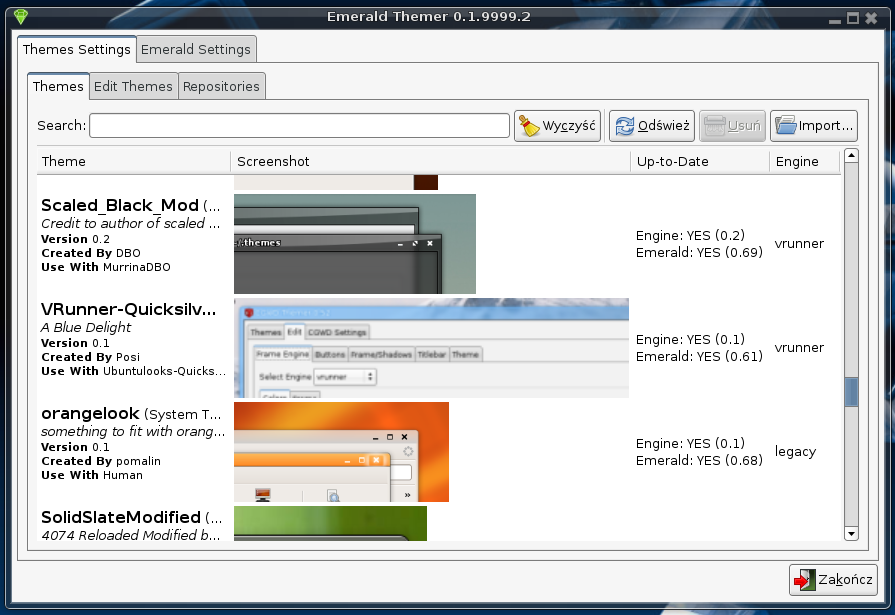
Emerald Themer – aplikacja pozwalająca wybrać dekoracje okna do wyświetlania przez Emerald

Emerald – dekorator okien zajmujący się wyświetlaniem obramowań okien. Współpracuje z managerem okien Compiz Fusion.
Emerald wywodzi się w prostej linii z dekoratora o nazwie cgwd (ang. Compiz Generic Window Decorator), który działał w menadżerze okien Compiz. Gdy część programistów tworzących Compiza odłączyła się i utworzyła własny projekt o nazwie Beryl, dekorator cgwd został przepisany i wykorzystany w nowym projekcie pod zmienioną nazwą.